# Porenta
Porenta je priimek več znanih Slovencev:
- Alenka Porenta (*1960), slovenistka, knjižničarka Inštituta za slovenski jezik ZRC SAZU
- Ana Porenta (*1965), pesnica
- Blaž Porenta, ilustrator in grafični oblikovalec, računalniški risar
- Cristoph Steidl Porenta, zlatar, srebrokovač in restavrator nemškega rodu v Sloveniji
- Dušan Porenta (1932—2023) glasbenik, skladatelj in aranžer zabavne glasbe...
- Carlo Porenta (1814—1898), pravnik in politik, župan v Trstu in državni poslanec
- Gašper Porenta (1870—1930), rimskokatoliški duhovnik in slikar
- Hugo Porenta (1938—2020), arhitekt
- Janez Porenta (1896—1942), telovadec
- Jelica Porenta (*1947), muzikologinja, glasbena publicistka in organizatorka
- Jože (Josip) Porenta (1892—1972), strokovnjak za gradnjo cest
- Luka Porenta (1823—1882), rimskokatoliški duhovnik in čebelar
- Miloš Porenta, zborovski? pevec baritonist
- Miran Porenta (*1936), zdravnik kardiolog, prof. MF
- Olga Vraspir Porenta, zdravnica kardiologinja...?
- Pia Porenta, novinarka in TV voditeljica
- Primož Porenta (*1988), kolesar
- Rebeka Porenta, plavalka
- Tita Porenta (*1964), etnologinja, kustosinja v Tržiču>čebelarskega muzeja>dokumentalistka Muzejev radovljiške občine